# Pogoniulus
Pogoniulus là một chi chim trong họ Lybiidae.